# Plebejus scudderii
Plebejus scudderii är en fjärilsart som beskrevs av Edwards 1861. Plebejus scudderii ingår i släktet Plebejus och familjen juvelvingar. Inga underarter finns listade i Catalogue of Life.